# Telodorcus arfakianus
Telodorcus arfakianus là một loài bọ cánh cứng trong họ Lucanidae. Loài này được Lansberge mô tả khoa học năm 1880.